# Ludvika FF
Ludvika Föreningen för Idrott ist ein schwedischer Sportverein aus Ludvika.
Der am 27. November 1904 gegründete Verein hatte seine große Zeit in den 1940er Jahren, als die Bandymannschaft 1941 und 1942 erstklassig spielte und die Fußballmannschaft in der Spielzeit 1944/45 in der Fotbollsallsvenskan vertreten war.